# RMS 카르파티아
RMS 카르파티아(RMS Carpathia)는 월센드, 잉글랜드에 위치한 스완 헌터 & 위그햄 리처드슨 조선소에서 건조된 큐나드 라인 소속의 대서양 횡단 여객 증기선이었다.
카르파티아호는 1903년 리버풀에서 보스턴으로 처녀 항해를 했고, 이 항로를 계속 운항하다가 1904년 지중해 항로로 이전되었다. 1912년 4월, 이 배는 경쟁사인 화이트 스타 라인의 RMS 타이타닉호가 빙산에 부딪혀 침몰한 후 북대서양에서 생존자들을 구출하여 유명해졌다. 카르파티아호는 빙원을 헤치고 타이타닉호가 침몰한 지 두 시간 만에 도착하여 배의 구명보트에서 705명의 생존자를 구출했다.
카르파티아호는 제1차 세계 대전 중인 1918년 7월 17일, 독일 잠수함 U-55에 의해 아일랜드 남부 해안에서 어뢰 3발을 맞고 침몰했으며, 5명의 승무원이 사망했다.
배의 이름은 중앙 유럽의 산맥인 카르파티아 산맥에서 유래했다.

## 배경
1900년경, 큐나드 라인은 영국 화이트 스타 라인과 독일 선사 노르트도이처 로이트 (북독일 로이트) 및 함부르크 아메리카 라인 (HAPAG)의 치열한 경쟁에 직면했다. 큐나드의 1898년 기준 가장 큰 여객선인 RMS 캄파니아호와 RMS 루카니아호는 각각 12,950 총 등록 톤수(GRT)로 크기와 속도로 명성이 높았으며, 대서양 횡단 최단 시간 기록인 "블루 리번"을 보유하고 있었다. 그러나 노르트도이처 로이트의 신형 여객선 SS 카이저 빌헬름 데어 그로세호는 1897년 블루 리번을 빼앗았고, 화이트 스타 라인은 새로운 17,000 GRT 여객선인 RMS 오셔닉 (1899)호를 취항시킬 계획이었다. 큐나드 또한 이 시기에 선대를 업그레이드하여 SS 이베르니아호, 삭소니아호, 카르파티아호 등 세 척의 신형 여객선 건조를 주문했다.
큐나드는 독일 카이저 빌헬름 데어 그로세로부터 블루 리번을 되찾거나 오셔닉에 필적할 만한 크기의 여객선을 주문하는 데 필요한 추가 비용을 들여 명성을 완전히 되찾으려 하기보다는, 국제 상선 해운회사라는 경쟁 선박 대기업의 인수 시도를 막아낼 만큼 충분히 지불 능력을 유지하기 위해 수익성을 극대화하려고 노력했다.
세 척의 신형 선박은 이민자 여행객을 위해 설계되었기 때문에 특별히 빠르지 않았지만, 연료 경제성 면에서 상당한 비용 절감 효과를 제공했다. 이 세 선박은 큐나드가 경쟁사, 특히 IMM의 주력 회사인 화이트 스타 라인과 성공적으로 경쟁할 수 있도록 한 수단이자 모델이 되었다.
카르파티아호는 이베르니아급 선박의 수정된 설계로, "반 자매선"보다 약 40 피트 (12 m) 더 짧았다. 이전 선박들과 마찬가지로, 그 설계는 긴 선체, 낮고 균형 잡힌 상부 구조, 그리고 기중기가 장착된 네 개의 돛대를 기반으로 했으며, 이는 원양 정기선에서 흔히 볼 수 있는 것보다 더 많은 양의 화물을 효율적으로 처리할 수 있게 했다.

## 역사

### 설계 및 건조
RMS 카르파티아호는 큐나드 증기선 회사를 위해 잉글랜드 월센드에 있는 C. S. 스완 & 헌터 조선소에서 건조되었으며, 이베르니아호 및 삭소니아호와 함께 리버풀과 보스턴 사이를 운항할 예정이었다. 1901년 9월 10일에 용골 거치가 이루어졌고, 1902년 8월 6일에 진수되었으며, 큐나드 라인 부회장의 딸인 왓슨 양이 명명했다. 1903년 4월 22일부터 25일까지 타인강에서 머지강까지의 항해에서 시운전을 거쳤다.

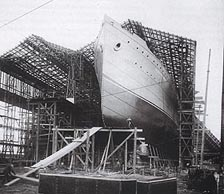
진수 전의 카르파티아호.

진수 당시 이 배는 길이 558 ft (170 m), 폭 64 ft 3 in (19.58 m), 총 등록 톤수 12,900톤으로 묘사되었다. RMS 카르파티아호가 최종적으로 완공되었을 때, 총 등록 톤수는 13,500톤 이상으로 증가했다. 이 배는 4개의 완전한 강철 갑판과 1번 및 2번 선창에 강철 올롭 갑판, 그리고 승객, 살롱 및 객실을 위한 290피트 길이의 브리지 갑판으로 설계되었으며, 보트 갑판은 브리지 갑판 바로 위에 위치했다. 진수 당시에는 1등석 승객 200명과 3등석 승객 600명, 그리고 대량의 냉동 고기를 운반할 수 있도록 설계될 것이라고 했다. 최종적으로 완공되었을 때, 수용 인원은 약 1,700명으로 증가했다.

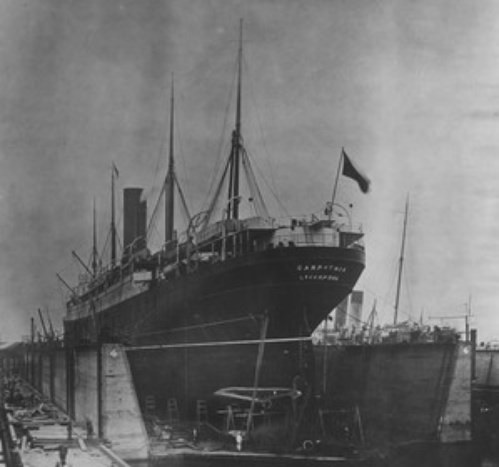
레드 훅, 뉴욕에서 건선거에 들어간 카르파티아호

고속 정기선의 속도와 웅장한 호화로움이 부족하고 1905년까지 1등석 시설이 없었음에도 불구하고, 카르파티아호는 상대적으로 넓은 폭대 길이 비율, 빌지 용골의 사용, 그리고 강력한 엔진에서 일반적으로 발견되는 진동 부족으로 인해, 특히 거친 날씨에서 편안한 배라는 명성을 빠르게 얻었다. 이 배는 관광객과 이민자 모두에게 인기를 얻었다. 여름 시즌 동안 카르파티아호는 주로 리버풀과 뉴욕 사이를 운항했으며, 겨울에는 뉴욕에서 지중해 분지로 항해했다.
큐나드가 1904년 로열 헝가리 해양 항해 회사 아드리아와 제휴한 후, 카르파티아호는 헝가리 이민자들을 수송하는 임무를 맡게 되었다. 그 결과, 카르파티아호는 1905년에 개조되어 수용 인원이 1,700명에서 2,550명으로 늘어났다. 주로 3등석 소형 객실은 대형 공동 기숙사로 개조되었고, 이전에 2등석이던 구역에는 1등석 시설이 추가되었다. 1912년에는 톤수가 13,600톤으로 증가했고, 250명의 1, 2등석 승객과 2,200명의 3등석 승객을 포함하여 2,450명의 승객을 수용할 수 있었다. 1912년에는 6명의 장교를 포함하여 약 300명의 승무원을 태웠다. 이 배는 20척의 구명보트를 실었다.

### RMS 타이타닉호 침몰 및 카르파티아호의 생존자 구조

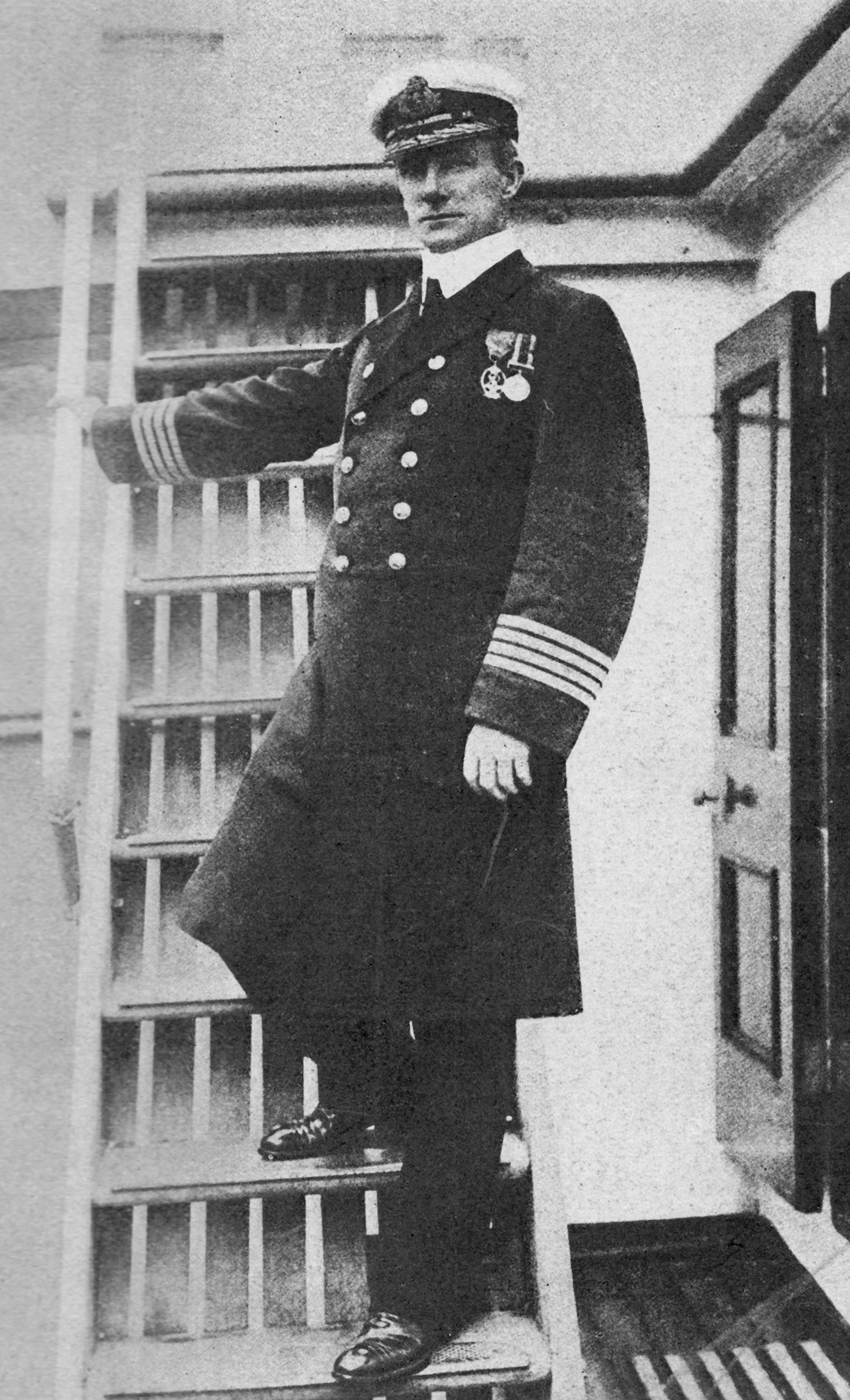
아서 로스트론 RD, RNR. 그의 지휘 아래 카르파티아호는 타이타닉호의 조난 신호에 응답하여 생존자들을 구출했다.

카르파티아호는 1912년 4월 11일 뉴욕을 출발하여 오스트리아-헝가리의 피우메(현재 리예카, 크로아티아)로 향했다. 당시 배에는 약 240명의 승무원이 있었는데, 그 중 4분의 1은 크로아티아 선원이었다. 1등석 승객 128명, 2등석 승객 50명, 3등석 승객 565명이 탑승하고 있었다. 승객 중에는 미국 화가 콜린 캠벨 쿠퍼와 그의 아내 엠마 램퍼트 쿠퍼, 작가 필립 마우로, 기자 루이스 팔머 스키드모어와 카를로스 파예트 허드, 그들의 아내 에밀리 빈턴 스키드모어와 캐서린 코델 허드, 사진작가 프랜시스 H. 블랙마르 박사, 그리고 세 조카가 타이타닉호에 탑승했던 찰스 H. 마셜이 있었다. 또한 전 로드아일랜드주 주지사 다니엘 러셀 브라운의 막내딸인 호프 브라운 채핀은 신혼여행 중이었고, 피츠버그의 건축가 찰스 M. 허치슨과 그의 아내 수 에바 룰은 세인트루이스 항소 법원의 버질 룰 판사의 여동생이었으며, 알렉산더 H. 라이스의 손녀인 오거스타 데이비스 오그든과 남편 루이 맨스필드 오그든도 탑승하고 있었다.
4월 14일 밤, 카르파티아호의 무선 통신사 해럴드 코탐은 당시 함교에 있었기 때문에 타이타닉호로부터 이전 메시지를 놓쳤다. 자정 교대 시간이 끝난 후, 그는 잠자리에 들기 전에도 송신기를 계속 듣고 있었고, 매사추세츠주 케이프 코드로부터 타이타닉호에 대한 개인 통신이 있다는 메시지를 받았다. 그는 도움이 될 것이라고 생각하고 4월 15일 밤 12시 11분에 타이타닉호에 케이프 코드로부터 통신이 있다는 메시지를 보냈다. 이에 대한 답변으로 그는 빙산에 부딪혀 즉각적이고 긴급한 도움이 필요하다는 타이타닉호의 조난 신호를 받았다.
코탐은 메시지와 좌표를 함교로 가져갔고, 처음에는 당직 장교들이 타이타닉호의 조난 신호의 심각성에 대해 회의적이었다. 코탐은 흥분하여 사다리를 타고 선장실로 달려가 선장 아서 헨리 로스트론을 깨웠다. 로스트론은 코탐을 잠시 꾸짖었지만, 메시지의 심각성을 알게 되자 즉시 행동에 나서 배를 돌리라는 명령을 내렸다. 그리고 해럴드 코탐에게 타이타닉호의 조난 신호가 확실한지 물었다. 코탐은 타이타닉호로부터 즉각적인 도움이 필요한 조난 신호를 받았으며, 메시지의 심각성에 대해 절대적으로 확신한다고 말하며 타이타닉호의 위치를 알려주었다. 로스트론은 옷을 입는 동안 타이타닉호로 향하는 항로를 설정하고, 기관장에게 연락하여 "다른 화부들에게 추가 당직을 서게 하고, 타이타닉호가 어려움에 처했으니 가능한 한 빠른 속도로 타이타닉호로 향하라"고 지시했다. 로스트론은 나중에 타이타닉호까지의 거리가 58.22 nmi (67.00 mi; 107.82 km)였으며, 카르파티아호가 타이타닉호의 위치에 도착하는 데 3시간 반이 걸렸고, 그 무렵 타이타닉호는 이미 침몰했다고 증언했다.

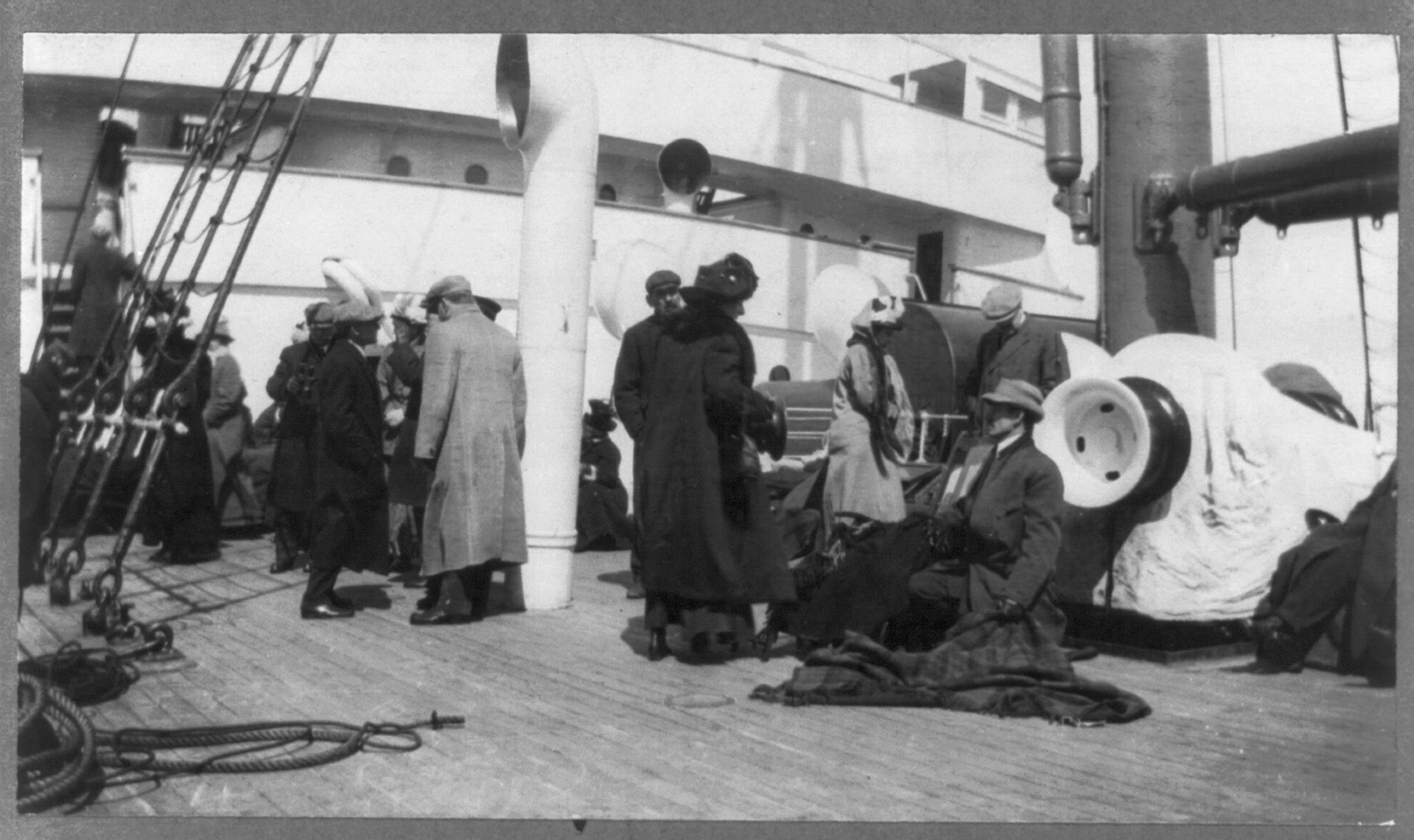
카르파티아호의 선수 갑판에 모인 타이타닉호 생존자들.

로스트론은 엔진에 최대한 많은 증기를 공급하기 위해 배의 난방 및 온수를 차단하라고 명령했으며, 빙산을 발견하기 위해 추가 감시원을 배치했다. 그는 3명의 의사에게 각 등급의 식당에서 생존자들을 돌보도록 지시했으며, 담요, 사다리, 우편 자루를 각 현문 문에 생존자들을 위해 준비하도록 했다. 한편 코탐은 카르파티아호가 가능한 한 빨리 오고 있으며 4시간 이내에 그 위치에 도착할 것으로 예상된다는 메시지를 타이타닉호에 보냈다. 코탐은 그 후 더 이상 신호를 보내지 않고, 타이타닉호의 조난 신호를 위해 네트워크를 비워두려고 노력했다. 카르파티아호는 오전 2시 45분까지 빙원 가장자리에 도달했고, 다음 두 시간 동안 작은 유빙들이 선체 판을 갈면서 빙산을 피했다. 카르파티아호는 오전 4시에 조난 신호가 발생한 위치에 도착했는데, 이는 타이타닉호가 침몰한 지 약 1시간 반 후였으며, 1523명의 목숨을 앗아갔다. 다음 4시간 반 동안, 배는 타이타닉호의 구명보트에서 705명의 재난 생존자들을 태웠다. 로스트론 선장은 생존자들이 수선에 가장 가까운 갑판 사이 입구를 통해 배에 올려야 한다고 결정했고, 아르파드 렝겔을 그곳에 배치했다. 렝겔은 응급 의료 경험이 있었고 초기 진단을 수행하는 임무를 맡았다. 수석 외과의사 프랜시스 에드워드 "프랭크" 맥기는 1등석 승객을, 보조 외과의사 비토리오 리시카토는 2등석 승객을 도왔다. 생존자들에게는 담요와 커피가 제공되었고, 승무원들의 안내를 받아 식당으로 안내되었다. 다른 이들은 사랑하는 사람의 흔적을 찾기 위해 갑판으로 나섰다. 구조 작업 내내 카르파티아호의 승객들은 따뜻한 음식, 음료, 담요, 숙소, 위로의 말을 제공하며 가능한 모든 방법으로 도왔다. 오전 9시까지 마지막 생존자가 구명보트에서 구조되었고, 로스트론은 그 지역에서 출항하라는 명령을 내렸다. SS 비르마호가 근처에 있었고 카르파티아호에 물품을 제공하겠다고 제안했지만, 비르마호가 마르코니 무선 세트를 사용하지 않았기 때문에 무선 통신사들에게 "닥쳐라"는 말을 들었다.

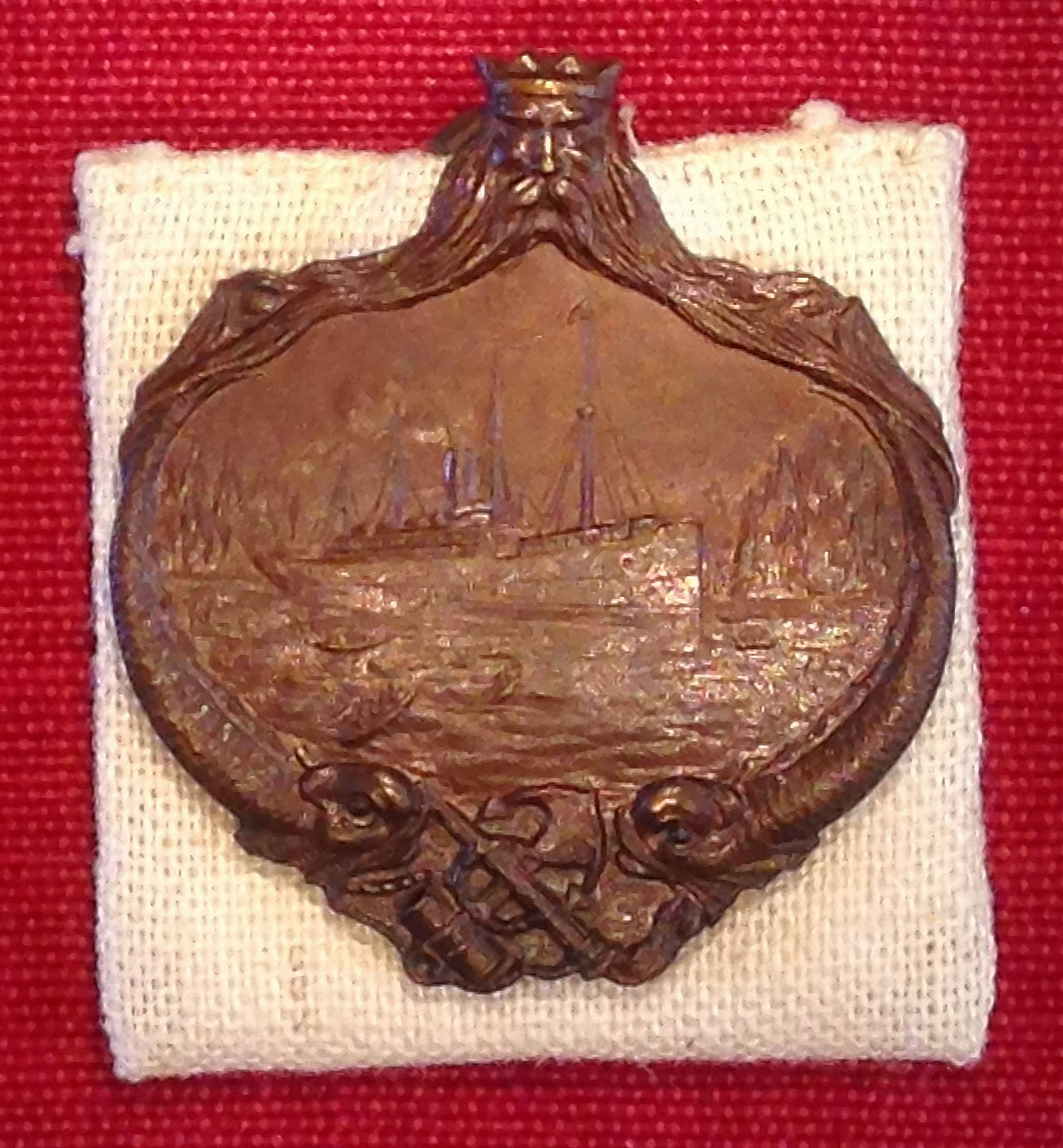
타이타닉 생존자 구조로 카르파티아 승무원에게 수여된 메달.

승객을 내릴 곳에 대한 옵션들을 고려한 후, 아소르스 제도 (큐나드 라인에 가장 적은 비용이 드는 목적지)와 핼리팩스 (가장 가까운 항구이지만 얼음으로 가득 찬 항로)를 포함하여 로스트론은 J. 브루스 이스메이와 상의했고, 최종적으로 RMS 타이타닉호의 원래 목적지였던 뉴욕에 생존자들을 하선시키기로 결정했다. 재난 소식은 육지에 빠르게 퍼져나갔고, 카르파티아호는 서쪽으로 뉴욕을 향해 평균 14노트의 속도로 항해하면서 언론의 뜨거운 관심의 중심이 되었다. 케이프 레이스와 다른 해안 기지에서는 타이타닉호 승객들의 친척들과 언론인들이 돈을 대가로 자세한 정보를 요구하는 수백 통의 무선 메시지가 로스트론 선장에게 전달되고 있었다. 로스트론은 언론에 직접 뉴스 기사를 전송하지 말라고 명령했으며, 코탐이 타이타닉호의 자매선인 올림픽호에 자세한 정보를 제공하면서 이러한 책임은 화이트 스타 사무실로 미뤘다. 4월 17일 수요일, 경순양함 USS 체스터호가 카르파티아호를 뉴욕으로 호송하기 시작했다. 코탐은 당시 타이타닉호의 주니어 무선 통신사 해럴드 브라이드의 도움을 받아 3등석 생존자들의 이름을 체스터호에 전송했다. 4월 16일 화요일 이른 아침부터 심한 뇌우와 안개로 인해 속도가 느려진 카르파티아호는 마침내 1912년 4월 18일 목요일 저녁 폭우 속에서 뉴욕에 도착했다.
여객선은 화이트 스타 라인 부두인 59번 부두에 정박하여 타이타닉호의 구명보트 13척을 하역한 후 큐나드 부두인 54번 부두로 이동하여 나머지 생존자들을 하선시켰다.
구조 작업에 대해 카르파티아호 승무원들은 생존자들로부터 여러 메달을 받았다. 승무원들은 청동 메달을, 장교들은 은메달을, 로스트론 선장은 마거릿 브라운이 수여한 은컵과 금메달을 받았다. 로스트론은 조지 5세 국왕으로부터 기사 작위를 받았고, 나중에 태프트 대통령의 백악관 초청 손님이 되어 미국 의회가 개인에게 수여할 수 있는 최고의 영예인 의회 명예 황금 훈장을 받았다.
현재 크로아티아의 치리크베니차 출신인 요십 카르(Josip Car)는 카르파티아호에 탑승한 18세의 웨이터였다. 구조에 참여한 후 그는 타이타닉호 구명조끼를 기념품으로 보관했으며, 1938년 리예카의 크로아티아 해안 해양 역사 박물관에 기증했다. 이것은 알려지고 확인된 타이타닉호의 오리지널 구명조끼 14개 중 하나이며 유럽에서 유일하게 보존되어 영구 전시되고 있는 것이다.
북대서양 그랜드뱅크스 남동쪽에 위치한 포고 해산 중 하나인 카르파티아 해산은 타이타닉호 사고에 관여했기 때문에 카르파티아호의 이름을 따서 명명되었다.

### 제1차 세계 대전 중의 운용
제1차 세계 대전 중 카르파티아호는 캐나다 및 미국 원정군을 유럽으로 수송하는 데 사용되었다. 적어도 일부 항해는 호송으로 이루어졌으며, 뉴욕에서 핼리팩스를 거쳐 리버풀과 글래스고로 항해했다. 전쟁 기간 동안 승객 중에는 프랭크 버클스가 있었는데, 그는 나중에 제1차 세계 대전의 마지막 생존 미군 참전용사가 되었다. 분명히 징집 기간 중 어느 시점에, 큐나드 라인의 관례였던 오래된 붉은색 굴뚝은 전투 회색으로 칠해졌다. 1918년 3월 이전에 배 전체가 전시 대즐 위장으로 칠해졌다.

### 침몰 및 그 후

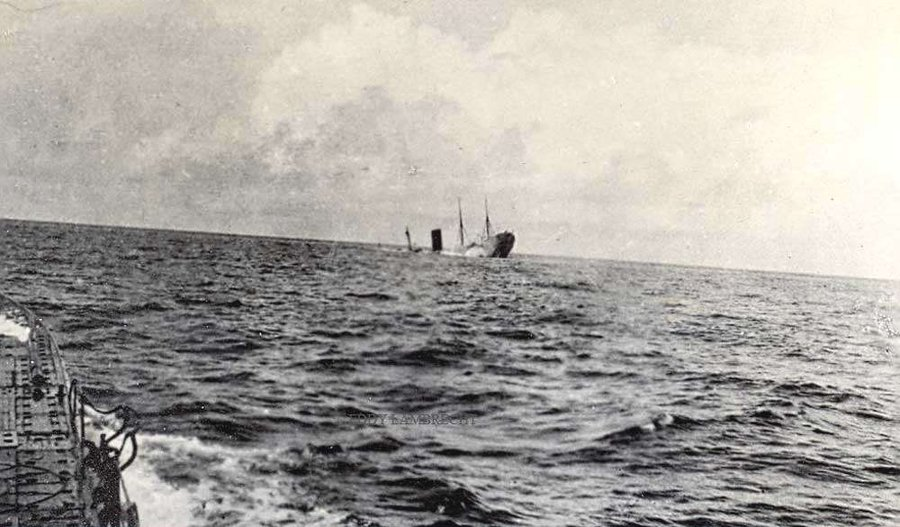
카르파티아호는 랜드엔드 서쪽에서 U-55에 의해 발사된 어뢰 세 발에 맞고 침몰했다.

1918년 7월 15일, 카르파티아호는 리버풀에서 보스턴으로 향하는 호송선단에 합류하여 승객 57명(살롱급 36명, 이등선 21명)과 승무원 166명을 싣고 출항했다. 호송선단은 잠수함 공격에 대비한 절차에 따라 호위함과 함께 지그재그 항로로 이동했다. 호위함은 7월 17일 이른 아침 호송선단을 떠났고, 호송선단은 반으로 갈라졌다. 카르파티아호는 다른 6척의 배와 함께 서쪽으로 계속 항해했으며, 호송선단에서 가장 큰 배로서 함대 사령선 역할을 맡았다. 3시간 반 후인 오전 9시 15분, 사우스웨스트 어프로치스를 항해하던 중 좌현에서 어뢰가 접근하는 것이 목격되었다. 엔진은 전속 후진으로, 조타는 우현으로 급격히 돌려졌지만, 어뢰를 피하기에는 너무 늦었다. 카르파티아호는 독일 황립해군 잠수함 SM U-55에 의해 좌현 3번 해치 근처에서 어뢰를 맞았고, 이어서 두 번째 어뢰가 기관실을 관통하여 세 명의 화부와 두 명의 트림머가 사망했으며, 두 번째 어뢰 충격으로 엔진이 작동 불능 상태가 되어 사실상 탈출 능력을 상실했다. 폭발은 카르파티아호의 무선 통신 장치를 포함한 전기 장비와 두 척의 구명보트에 심각한 손상을 입혔다. 그 결과, 1916년부터 카르파티아호를 지휘해온 윌리엄 프로테로 선장은 호송선단의 다른 배들에게 깃발을 사용하여 무선 메시지를 보내도록 신호했다. 그리고 나서 그는 근처의 순찰선들의 주의를 끌기 위해 로켓을 발사했다. 남은 호송선단은 잠수함을 피하기 위해 전속력으로 항해했다.
카르파티아호가 선수부터 가라앉기 시작하고 좌현으로 기울자, 프로테로는 이함 명령을 내렸다. 모든 승객과 살아남은 승무원들은 카르파티아호가 침몰하는 동안 11척의 구명보트에 탑승했다. 탑승자 223명 중 218명이 생존했다. 승객과 승무원이 하선하는 동안, 프로테로 선장, 수석 항해사, 1등 및 2등 항해사, 그리고 포수들은 침몰하는 배에 남아 모든 기밀 서적과 문서를 바다에 던져버렸다. 선장은 그 후 구명보트 중 하나에게 옆으로 오라고 신호했고, 그와 남은 승무원들은 배를 버렸다. U-55는 부상하여 포수실 근처에 세 번째 어뢰를 발사했고, 이는 카르파티아호를 파멸시킨 거대한 폭발을 일으켰다. U-55가 구명보트들에게 접근하기 시작할 때, 아잘레아급 슬루프 HMS 스노드롭호가 현장에 도착하여 포격으로 잠수함을 쫓아낸 후 오후 1시경 카르파티아호의 생존자들을 구조했다. 스노드롭호는 7월 18일 저녁 생존자들과 함께 리버풀로 돌아왔다.
카르파티아호는 어뢰 공격 후 약 1시간 45분 후인 오전 11시에 침몰했으며, 스노드롭호가 기록한 침몰 위치는 북위 49° 25′  서경 10° 25′  / 북위 49.417°  서경 10.417° 로 패스트넷 서쪽 약 120 mi (190 km) 지점이었다. 침몰 당시 카르파티아호는 몇 주 만에 침몰한 큐나드 증기선 중 다섯 번째였으며, 다른 배들은 아스카니아, 아우소니아, 드윈스크 그리고 발렌티아였고, 대규모 전전 선단에서 오직 5척의 큐나드 선박만이 남아 있었다.

## 발견 및 인양 작업
1999년 9월 9일, 로이터와 AP 통신은 해저 탐험가 키스 제시업의 아들인 그레이엄 제시업이 이끄는 아르고시 인터내셔널(Argosy International Ltd.)이 국립 수중 해양국 (NUMA)의 후원을 받아 랜드엔드 서쪽 185 mi (298 km) 지점, 수심 600 ft (180 m)에서 RMS 카르파티아호의 잔해를 발견했다고 보도했다. 악천후로 인해 그의 배는 수중 카메라로 발견을 확인할 수 없었고, 위치를 포기해야 했다. 그러나 그가 그 위치로 돌아왔을 때, 잔해는 1936년 11월 8일에 침몰한 함부르크-아메리카 라인의 이시스호로 확인되었다.
2000년, 미국 작가이자 다이버인 클라이브 커슬러는 그의 조직 NUMA가 그해 봄에 카르파티아호의 진짜 잔해를 수심 500 ft (150 m)에서 발견했다고 발표했다. 카르파티아호는 해저에 똑바로 착륙한 것으로 밝혀졌다. NUMA는 잔해의 대략적인 위치를 아일랜드 패스트넷 서쪽 120 mi (190 km) 지점으로 밝혔다.
카르파티아호의 잔해는 이전 RMS 타이타닉 주식회사였던 프리미어 전시회 주식회사가 소유하고 있으며, 잔해에서 물품을 회수할 계획이다.

## 프로필

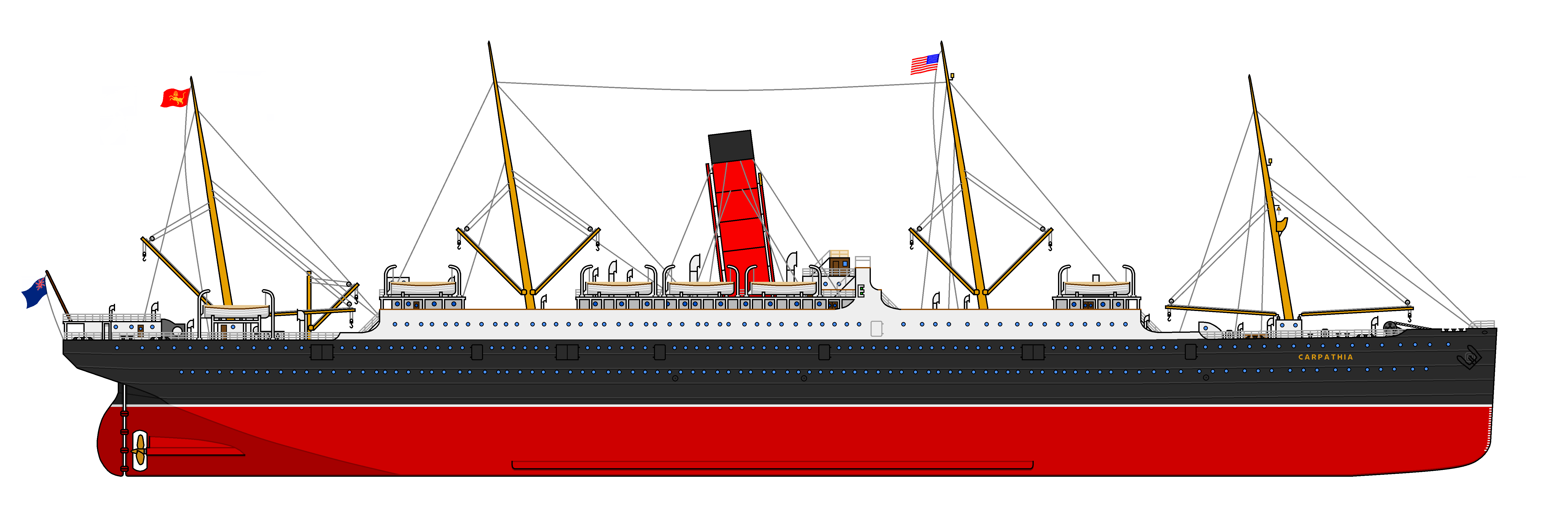
카르파티아호의 컬러 프로필 모습

## 갤러리

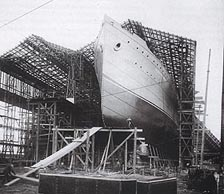
도색된 카르파티아호의 선체가 진수를 기다리며 선대에 놓여 있다.
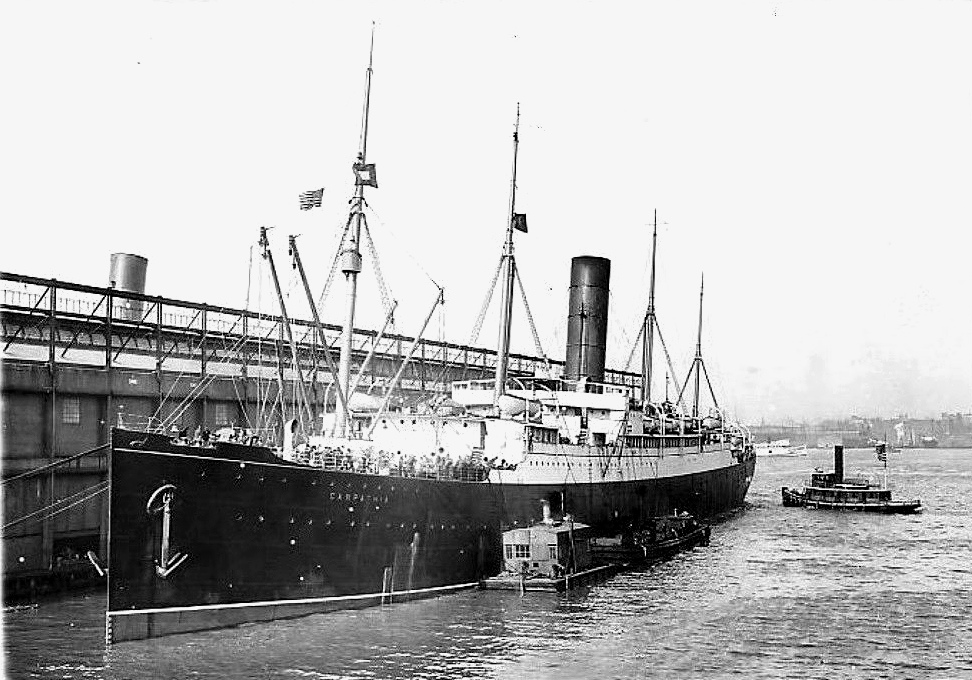
타이타닉호 생존자 구조 후 뉴욕에 정박한 카르파티아호
카르파티아호.
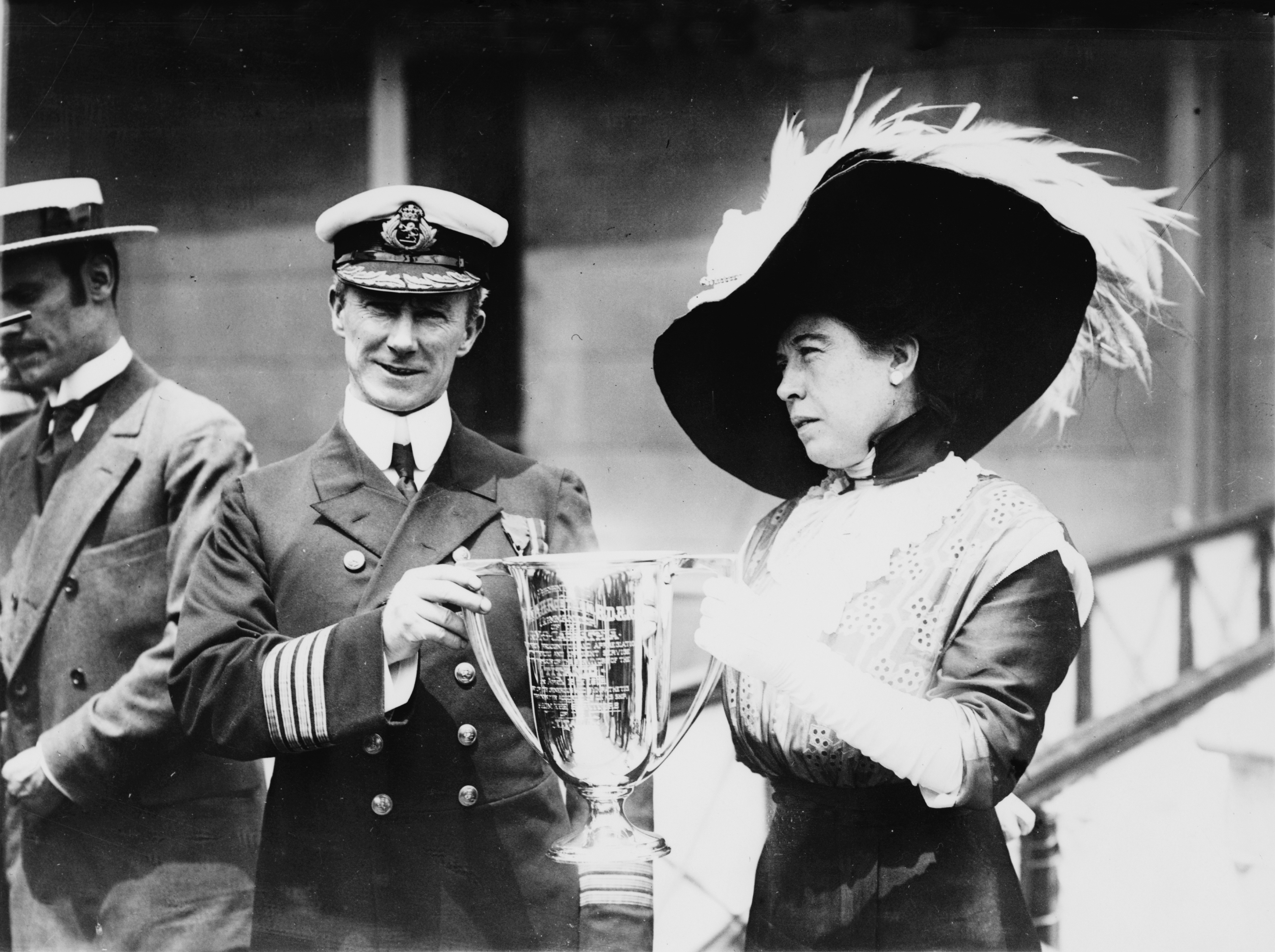
마거릿 브라운 (오른쪽)이 아서 헨리 로스트론 선장에게 타이타닉호 생존자 구조 공로로 금상을 수여하고 있다.
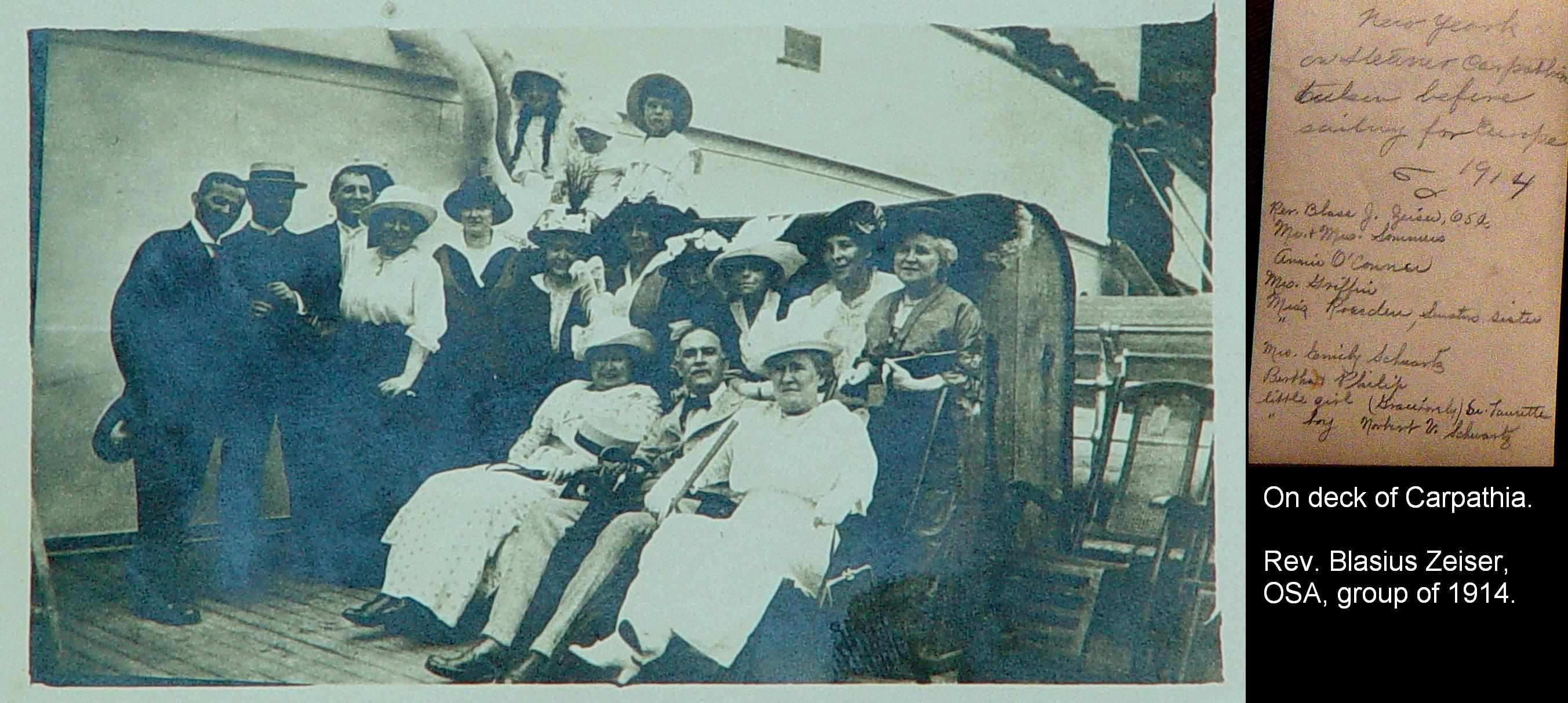
타이타닉호 사고와는 무관한 카르파티아호 승객들의 희귀한 갑판 위 사진 ( 1914c.)
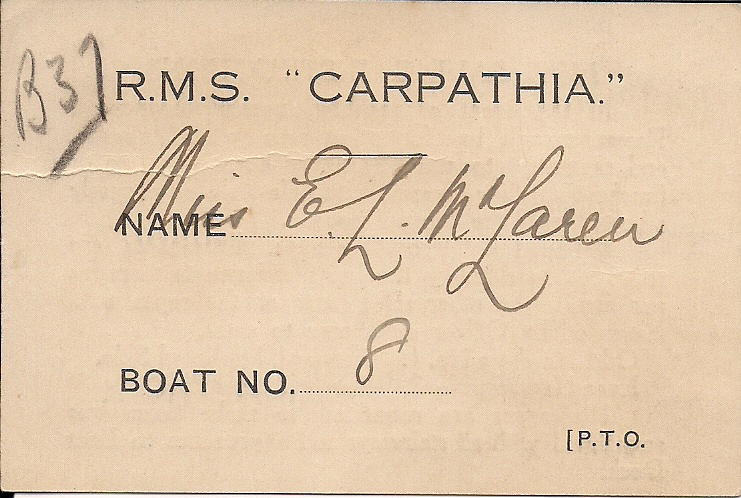
타이타닉호 생존자의 구명보트를 식별하는 데 사용된 카르파티아호 구명보트 카드

## 같이 보기
- SS 캘리포니안, 타이타닉호와 관련이 있었고 제1차 세계 대전에서 침몰한 또 다른 선박
- SS 마운트 템플, 타이타닉호의 조난 신호에 응답하지 못한 "미스터리 선박"으로 처음 생각되었던 또 다른 선박

## 더 읽어보기
- Butler, Daniel Allen (2009). The Other Side of the Night: The Carpathia, the Californian, and the Night the Titanic Was Lost. Casemate. ISBN 978-1-9351-4970-5
- Eaton, John P; Haas, Charles (1995). Titanic: Triumph And Tragedy (2nd ed.). W. W. 노턴 & 컴퍼니. ISBN 978-0-3930-3697-8